# Sân vận động Everton
Sân vận động Everton, được biết đến với tên gọi Sân vận động Hill Dickinson vì lý do tài trợ là sân vận động bóng đá ở Bramley-Moore Dock, Vauxhall, Liverpool, Anh. Đây là sân nhà mới của Everton, đội bóng đang thi đấu tại Ngoại hạng Anh, sân vận động thay thế cho Goodison Park.